# Naiman
Els naiman (en plural naimans) fou un dels principals pobles turcomongols, que habitaven probablement l'actual districte del Kobdo, i del costat de l'Ubsa Nor, fins a l'Irtix Negre i el Zaisan Nor, i de l'altra part fins al riu Selenga superior.
El nom vol dir "vuit" en mongol. Com que les titulatures del seu kan eren turques es pensa que podrien ser turcs mongolitzats, i molts eren nestorians. Però també se sap que els xamans encara tenien gran influencia perquè en cas de guerra tenien capacitat de fer intervenir la tempesta i els elements.
Els naiman agafaven elements culturals dels uigurs, els seus veïns del sud i feien servir el turc uigur com a llengua diplomàtica; també Xina (en aquest cas l'Imperi Jin o Jurchen, exercia influència sobre ells. El kan naiman abans de l'època de Genguis Kan, era Inantch-bilgä.
A la primavera del 1196 Togrul Khan, dels kerait, fou enderrocat pel seu germà Erke-qara que tenia el suport d'Inantch-bilgä, kan dels naiman
Wang Khan dels kerait amb el seu vassall el kan dels mongols Genguis Kan van fer una expedició contra els naimans (vers 1198). En aquest any el kan Inantch-bilgä havia mort i els dos fills Taibuqa i Buyurug, s'havien repartit el territori. El primer governava sobre els clans de la plana, és a dir del costat dels llacs de la província de Kobdo, i el segon als districtes muntanyosos cap a l'Altai. El domini de Buyurug fou assolat per Togrul i Genguis; Butyurug es va retirar cap al riu Urungu, perseguit fins al llac Kizilbach (segurament el llac Urungu on desaigua el riu Urungu) on finalment fou mort. A l'any següent el lloctinent de Buyurzug, el general Koksegu Sabraq, va fer un inesperat contraatac a Bayidarah-betchir. Wang Khan (Togrul) va aixecar el campament sense prevenir a Genguis que va haver de fer una perillosa retirada. Llavors els naiman van envair el país kerait, i Djagambu (germà de Wang Khan) i Ilqa Sangun (fill de Wang Khan) van haver de fugir. Wang Khan va cridar en ajut a Genguis Kan que li va enviar els seus «quatre grans guerrers» (dorben kulu'ud) és a dir a Boortchu, Muqali, Boroqul i Tchila'un, que van salvar al darrer moment a Ilqa Sangun, van expulsar els naiman de les terres kerait i van recuperar el bestiar agafat pels naiman. Qassar, germà de Genguis, va acabar la campanya amb una gran victòria sobre els naiman.
Vers el 1200 Wang Khan estava a punt de ser enderrocat per segona vegada, ara pel seu germà Djagambu; el complot fou descobert i Djagambu va fugir al país dels naiman, mentre tres còmplices seus, Elkutur, Kulbur i Arin-taize, foren executats. El 1201 van entrar en la coalició formada pel Djamuqa cap del djadjirat.
El kan dels merkites, Toqto'a, que havia estat expulsat per Wang Khan, va retornar de Transbaikàlia, i es va aliar a l'usurpador del tron naiman Buyurug (que governava una part dels dominis naiman però el verdader kan era el seu germà gran), i junts van obtenir l'aliança dels dorben, restes dels tàtars, qataqin, i saldji'ut. Aquesta nova coalició va fer la guerra a Wang Khan dels kerait i a Genguis Kan dels mongols, però sense gaire èxit. El 1203 els kerait foren decisivament derrotats per Genguis Kan; Wang Khan i el seu fill Ilqa Sangun van fugir cap a l'oest al país dels naiman on Wang Khan fou mort per un oficial de nom Qorisubatchi, que no el va reconèixer. Ilqa Sangun va poder fugir i creuar el Gobi.
Eliminats els keraits l'únic poder important que restava enfront dels als mongols, eren els naiman, que tenien com a kan principal a Tayang, que dominaven la Mongòlia Occidental (Genguis Kan dominava la Mongòlia Oriental). Tots els enemics de les guerres anteriors es van unir a Tayang, com el cap djadjirat Djamuqa, el merkit Toqto'a-baqi, el oirat Qutuqa-baqi, i elements de les tribus dorben, qataqin, tàtar, saldji'ut, i un dels clans dels kerait. Tayang, conscient del perill de l'enemic va tractar d'obtenir l'ajut dels ongut, turcs establerts a la vora del Toqto, al nord del Shansi (el districte de Sueiyuan) on exercien com a guàrdia fronterera dels Jin, i que eren nestorians de religió; el seu cap era Alaquch-tagin, però aquest va advertir a Genguis Kan i des de llavors fou el seu aliat.
Potser fou a la tardor del 1204 quan els dos exèrcits es van trobar, segons Abul Ghazi prop d'un riu de l'Altai de nom Altai-su. Tayang es volia retirar a l'altre costat de l'Altai per esgotar a l'exèrcit mongol per grans marxes i llavors agafar-la per sorpresa en algun congost, però acusat de covardia pel seu lloctinent Qorisu-batchi, Tayang va ordenar l'atac; en arribar la nit els mongols eren els guanyadors. Tayang, ferit, estava a la vora de la mort, i els principals caps van anar al combat per anar a morir, i tots van caure en combat. Kutchlug, fill de Tayang, va poder fugir amb un grup nombrós cap al Irtix, però el gros del poble naiman es va sotmetre a Genguis Kan. El cap dels merkites, Toqto'a-baki, va fugir junt amb Kutchlug. Un segon cap merkit secundari, Dayir Ussun, es va sotmetre voluntàriament a Genguis i li va donar a la seva filla Kulan en matrimoni. El guarda segells de Tayang, un uigur va passar al servei de Genguis Kan, i va formar l'embrió de la cancelleria mongola dirigida per uigurs. Fou aquest uigur el que va ensenyar als fills de Genguis a escriure mongol en caràcters uigurs i va establir que els actes imperials anessin signats i amb el segell imperial o tamgha; el 1206 Genguis va incorporar com a gran jutge a un tàtar de nom Chigi-qutuqu, que havia adoptat i criat, al que es va encarregar de recollir en escriptura uigur però llengua mongola, les decisions i sentències judicials i els repartiments de població entre els nobles mongols; les inscripcions es feien als anomenats "quaderns blaus" (Kökö däbtär) que formarien una mena de codi de jurisprudència.
El Yuanshi assegura que Kutchlug i el príncep naiman Buyurug (germà de Tayang) van dirigir la resistència, i que Toqto'a-baki dels merkites i Djamuqa dels djadjirat hi participaven en la zona de l'alt Irtix a la vora del llac Zaissan i les muntanyes Ulug tagh (és a dir a la zona muntanyosa entre l'Altai siberià, el Tarbagatai i les muntanyes Tchingiz), però que tots quatre van morir un darrere l'altra: Buyurug fou sorprès mentre casava a les muntanyes Ulug Tagh; el 1208 Genguis Kan va anar en persona a la zona de l'Irtix i pel camí se li va sotmetre el cap oirat Qutuqa-baki, que es va unir a Genguis i li va fer de guia i Kutchlug i Toqto'a foren atacats a la vora de l'Irtix i derrotats; el segon va morir en la lluita i el primer va aconseguir fugir a territori kara khitai; Djamuqa, que portava una vida de cap de proscrits esdevinguts bandits, fou entregat pels seus propis homes. Les darreres bandes dels naiman foren aplanades poc després pel general mongol Subotai; la victòria final fou a la vora del riu Tcham o Djam.